# Allisyn Ashley Arm

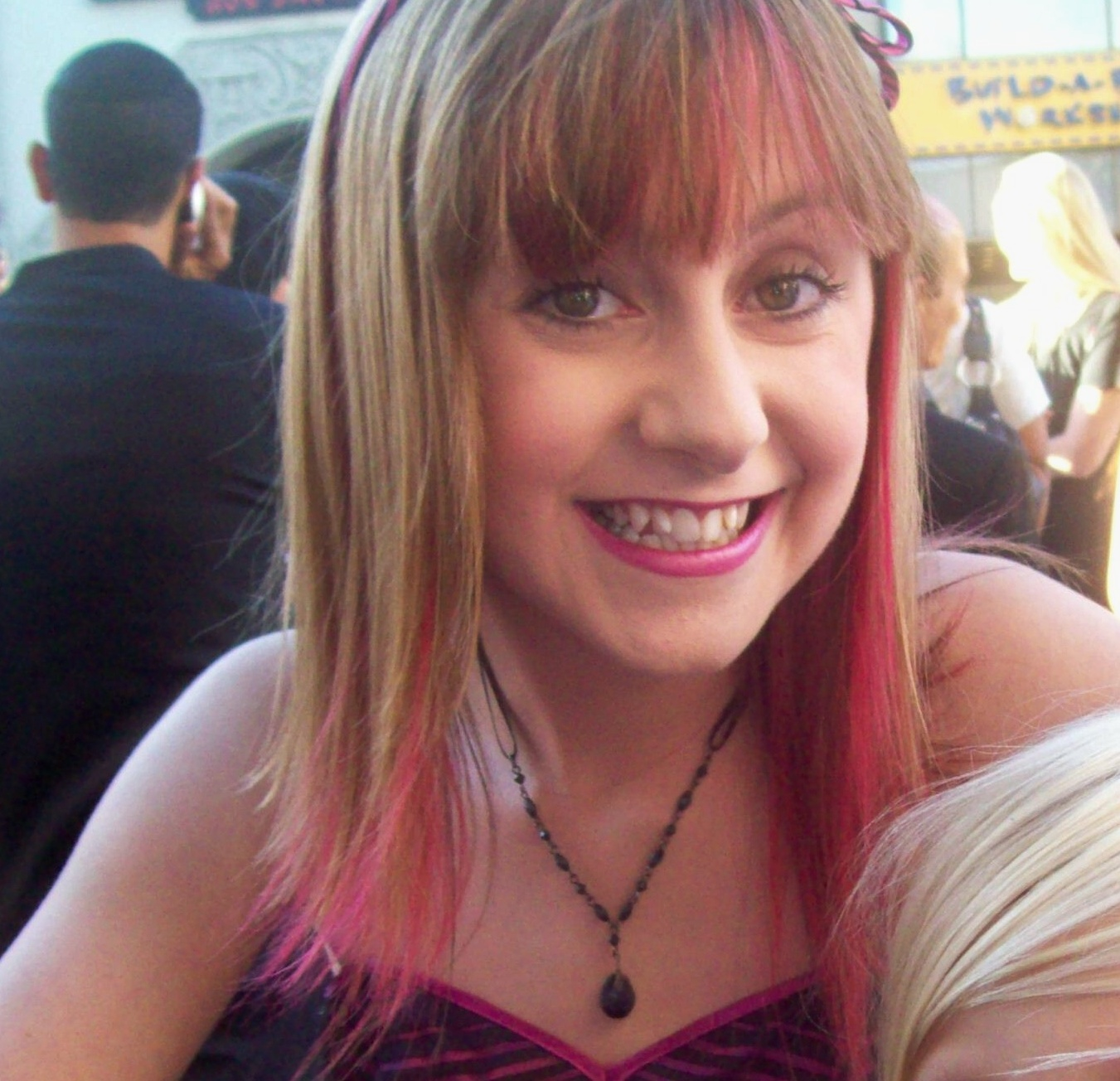
Allisyn Ashley Arm bei der Premiere von Step Up 3D (2010)

Allisyn Ashley Arm (* 25. April 1996 in Glendale, Kalifornien) ist eine US-amerikanische Schauspielerin.

## Leben
Allisyn Ashley Arm wurde in Glendale, Kalifornien geboren. Nachdem sie mit ihren Eltern einige Theaterstücke in Los Angeles gesehen hatte, entschieden sich ihre Eltern für Schauspielunterricht. Während einer Unterrichtsstunde wurde Arm von ihrem Lehrer Lynne Marks gefragt, ob er ihr Manager sein dürfe. Arm war einverstanden und Marks schickte sie dann zur Buchwald Talent Group, wo sie mit 4½ Jahren einen Vertrag unterschrieb.
Allisyn Ashley Arms erster Auftritt war eine Schokoriegel-Werbung, die aber nie gesendet wurde. Im Mai 2002 hatte Arm dann ihren ersten nicht-Werbeauftritt in der Arztserie Strong Medicine: Zwei Ärztinnen wie Feuer und Eis. Darauf folgten Auftritte in Serien wie Friends, 10-8, Miracles und Für alle Fälle Amy. Daneben spielte Arm in Filmen wie Der Herr des Hauses und King of California mit. 2009 hatte Allisyn Ashley Arm ihre erste Hauptrolle als „Zora Lancaster“ in der Disney-Channel-Sitcom Sonny Munroe.
2011 war Allisyn Ashley Arm als Gaststar in der Rolle der „Zora“ bei As the Bell Rings zu sehen.

## Filmografie (Auswahl)
- 1998: The Cask of Amontillado
- 2002: Strong Medicine: Zwei Ärztinnen wie Feuer und Eis (Strong Medicine) (Fernsehserie, 1 Folge)
- 2003: Miracles (Fernsehserie, 1 Folge)
- 2003: Friends (Fernsehserie, 1 Folge)
- 2003: Für alle Fälle Amy (Judging Amy) (Fernsehserie, 1 Folge)
- 2003: 10-8: Officers on Duty (Fernsehserie, 1 Folge)
- 2004: Eulogy – Letzte Worte (Eulogy)
- 2005: Der Herr des Hauses (Man of the House)
- 2005: Still Standing (Fernsehserie, 1 Folge)
- 2005: Inconceivable (Fernsehserie, 1 Folge)
- 2006: Tauch Timmy Tauch! (Dive Olly Dive!) (Fernsehserie, 6 Folgen)
- 2006: Vanished (Fernsehserie, 1 Folge)
- 2007: Back to You (Fernsehserie, 1 Folge)
- 2007: King of California
- 2007: Greetings from Earth
- 2007: Mr. Woodcock
- 2007: Santa Croce
- 2008: Disney Channel’s Totally New Year
- 2008: Mensch, Dave! (Meet Dave)
- 2008: One
- 2009–2011: Sonny Munroe (Sonny With a Chance) (Fernsehserie, Hauptbesetzung)
- 2011–2012: So ein Zufall! (So Random!) (Fernsehserie, Hauptbesetzung)
- 2012: Law & Order: Special Victims Unit (Fernsehserie, 1 Folge)
- 2012: Jake und die Nimmerland-Piraten (Jake and the Never Land Pirates) (Sprechrolle)
- 2015: Summer Shark Attack (Ozark Sharks)
- 2018: Mr. Griffin – Kein Bock auf Schule (A.P. Bio) (Fernsehserie)